# Ernst Aigner
Ernst Aigner (Mödling, 31 ottobre 1966) è un ex calciatore austriaco, di ruolo difensore.

## Carriera
Ha militato per tre anni nell'Admira/Wacker, prima di passare all'Austria Vienna dove in cinque stagioni vince tre edizioni della Coppa d'Austria. Successivamente ha giocato nel St. Pölten, prima di tornare per cinque stagioni nell'Admira Wacker Mödling. Chiuse la carriera nel 2002 nel Kottingbrunn.
Ha fatto parte della Nazionale di calcio dell'Austria dal 1989 al 1991. Prese parte ai Mondiali di Italia 1990.

## Palmarès
- Coppa d'Austria: 3

Austria Vienna: 1989-1990, 1991-1992, 1993-1994